# Рихтер, Виктор Юльевич
Виктор Юльевич Рихтер (нем. Victor Matthias Julius von Richter, 1841, Добеле — 1891, Бреславль) — российский химик немецкого происхождения.

## Биография
Родился в семье лютеранского пастора Юлия Ивановича фон Рихтера. Среднее образование получил в немецком училище Святой Анны в Санкт-Петербурге, а высшее — в Дерптском университете (с 1858), курс которого окончил в 1862 году со степень кандидата физико-математических наук. С 1864 по 1872 годы состоял лаборантом при химической лаборатории Петербургского технологического института. В 1867 году получил степень магистра — за «Исследование о некоторых производных пропионовой кислоты в отношении теории химического строения» (СПб., 1868), а в 1872 году защитил диссертацию «Исследование о химическом строений бензоловых производных» (СПб., 1872) и получил степень доктора химии. Рихтер установил строение ряда двузамещённых производных бензола (содержащих группы —ОН, —СООН и —NO2), изучил их взаимные переходы и направляющее действие заместителей.
Пробыв весьма недолгое время приват-доцентом в Санкт-Петербургском университете, Рихтер в 1873 году был назначен профессором химии в Новоалександрийский институт сельского хозяйства и лесоводства, но уже в следующем году, по болезни, вышел в отставку и уехал на юг, за границу.
В 1875 году он поступил приват-доцентом в Бреславльский университет, где в 1879 году занял кафедру со званием экстраординарного профессора. В 1890 г. Рихтер был назначен директором Бреславльского института технологии и сельского хозяйства, но уже 27 сентября 1891 года скончался от болезни лёгких, в Бреславле.
Особенно В. Ю. Рихтер был известен своими учебниками химии, издававшимися на немецком и на русском языках: учебник органической химии (1870; переведён в 1875 году на немецкий язык) выдержал 8 изданий; учебник неорганической химии (1874; в 1875 году издан в переводе на немецкий, а затем и на другие европейские языки; 13-е изд. (доп. Л. Явейн). — 1910).
Рихтер был членом-учредителем Русского химического общества и членом-корреспондентом Берлинского химического общества.